# Batrachomyia quadrilineata
Batrachomyia quadrilineata är en tvåvingeart som beskrevs av Frederick Askew Skuse 1889. Batrachomyia quadrilineata ingår i släktet Batrachomyia och familjen fritflugor. Inga underarter finns listade i Catalogue of Life.